# Петровское (озеро, Приозерский район)
Петровское (фин. Petäjärvi) — пресноводное озеро на территории Петровского сельского поселения Приозерского района Ленинградской области.

## Физико-географическая характеристика
Площадь озера — 0,9 км². Располагается на высоте 29,0 метров над уровнем моря.
Форма озера продолговатая: оно более чем на полтора километра вытянуто с северо-запада на юго-восток. Берега каменисто-песчаные, преимущественно возвышенные.
Из южной оконечности озера вытекает протока без названия, впадающая в реку Петровку, приток реки Волчьей, впадающей в реку Вуоксу.
Острова на озере отсутствуют.
На северо-западном берегу озера располагается посёлок Петровское.
Код объекта в государственном водном реестре — 01040300211102000012271.